# Сухорученко Сергій Григорович
Сергій Григорович Сухорученко (нар. 25 квітня 1974, Ізмаїл, УРСР) — український футболіст та тренер, виступав на позиції захисника.

## Кар'єра гравця
Вихованець ДЮСШ (Ізмаїл), перший тренер — Володимир Колосов. Футбольну кар'єру розпочав в аматорській команді «Дунаєць» (Ізмаїл). У серпні 1994 року спробував свої сили в СК «Одеса». У листопаді 1994 року перейшов у третьоліговий «Дністровець» (Білгород-Дністровський). У 1995 році виступав в аматорському клубі «Рибак» (Од), після чого перейшов у СКА-Лотто (Одеса). У липні 1998 року отримав запрошення від одеського «Чорноморця», однак під час зимової перерви сезону 1998/99 років перейшов до криворізького «Кривбасу», в складі якого 21 березня 1999 року дебютували у Вищій лізі в поєдинку проти тернопільської «Ниви». Влітку 2001 року залишив «Кривбас», після чого приєднався до аматорського клубу «Іван» (Одеса). У 2002 році перебував на контракті в казахстанському клубі «Женіс». Проте незабаром повернувся до України, після чого виступав у клубах ІРІК (Одеса), TransInternational-SR3 (Одеса), КАПО (с. Первомайське), Тирас-2500 (Білгород-Дністровський), ФК «Біляївка» та «Хаджибей» (Одеса). У 2010 році завершив кар'єру футболіста.

## Тренерська діяльність
Ще будучи гравцем з липня по грудень 2006 року виконував тренерські функції в аматорському клубі «Іван» (Одеса). У червні 2007 року зайняв посаду головного тренера «Івана», з яким здобув путівку до фінальної вісімки Кубку регіонів УЄФА. З 2009 року очолював «Хаджибей» (Одеса).

## Досягнення
- Вища ліга
  -  Бронзовий призер (2): 1999, 2000

- Кубок України
  -  Фіналіст (1): 2000

- аматорський чемпіонат України
  -  Чемпіон (1): 2005